# Adenia racemosa
Adenia racemosa är en passionsblomsväxtart som beskrevs av De Wilde. Adenia racemosa ingår i släktet Adenia och familjen passionsblomsväxter. Inga underarter finns listade i Catalogue of Life.